# Bistum Sansibar

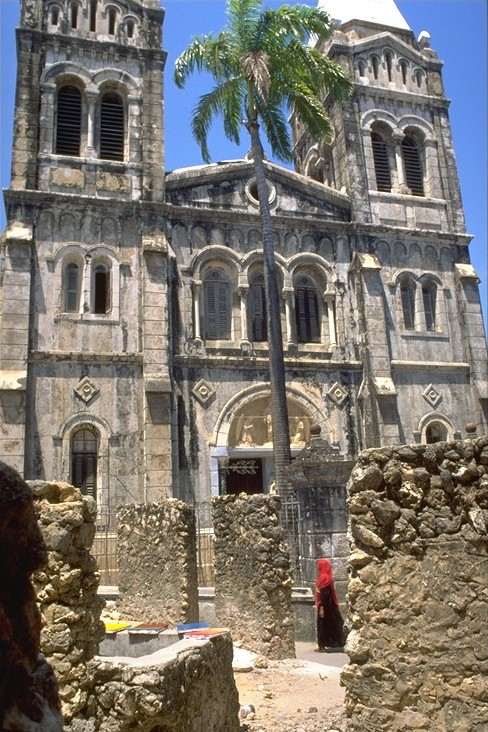
St. Josephs-Kathedrale in Sansibar

Das Bistum Sansibar (lat.: Dioecesis Zanzibarensis) ist eine in Tansania gelegene römisch-katholische Diözese mit Sitz in der Stadt Sansibar. 

## Geschichte
Das Bistum Sansibar wurde am 12. Dezember 1964 durch Splittung des Bistums Mombasa und Sansibar durch Papst Paul VI. als Apostolische Administratur Sansibar und Pemba errichtet. Gebiete der Administratur kamen auch von den Erzbistümern Nairobi und Dar-es-Salaam. Am 24. März 1980 wurde die Apostolische Administratur Sansibar und Pemba durch Papst Johannes Paul II. mit der Apostolischen Konstitution Cum Administratio zum Bistum Sansibar erhoben und dem Erzbistum Daressalam als Suffraganbistum unterstellt.

## Ordinarien

### Apostolische Administratoren von Sansibar und Pemba
- Edgar Aristide Maranta OFMCap, 1964–1966
- Joseph Sipendi, 1966–1968
- Adriani Mkoba, 1968–1973

### Bischöfe von Sansibar
- Bernard Martin Ngaviliau CSSp, 1980–1996
- Augustine Ndeliakyama Shao CSSp, seit 1996